# PKS 1145-071
PKS 1145-071 (również QSO B1145-071) – podwójny kwazar znajdujący się w gwiazdozbiorze Pucharu w odległości 10 miliardów lat świetlnych. Łączna masa obu kwazarów równa jest masie naszej Galaktyki. Był to pierwszy odkryty podwójny kwazar.